# Escasez hídrica en México
Los efectos del cambio climático en el país incluyendo las sequías extremas, la sobreexplotación de acuíferos, el estrés hídrico, el impacto de la industria, la contaminación, la deficiente gestión, el desabasto, la densidad de población, la marginación, la corrupción, la delincuencia organizada y la proliferación de especies invasoras, son las principales causas de la escasez en el país. 

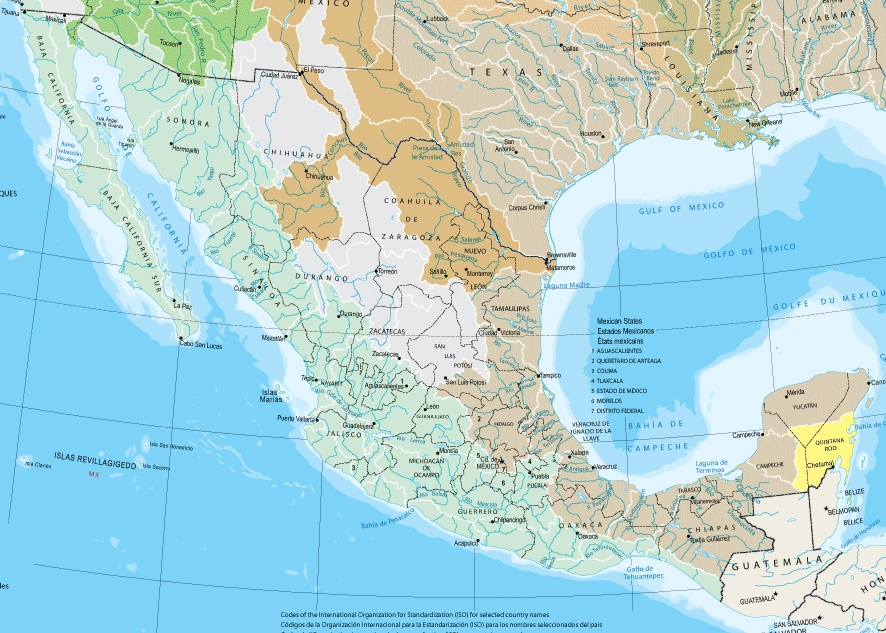
Mapa hidrológico de México.

Si bien México se precia de tener algunos de los mejores organismos operadores de agua potable y saneamiento de América Latina[cita requerida], también cuenta con algunos cuyo desempeño es deplorable. El acceso, la eficiencia y la calidad de los servicios de agua y saneamiento varían mucho de una localidad a la otra, reflejando en gran medida los diferentes niveles de desarrollo en todo el país. En general, el sector de agua y saneamiento mexicano está marcado por la baja eficiencia técnica y comercial en la prestación de los servicios, calidad inadecuada de los servicios de abastecimiento de agua, calidad deficiente de los servicios de saneamiento y cobertura insuficiente en las zonas rurales más pobres.
La calidad del servicio también deja mucho que desear. México se encuentra entre los países que registran un alto riesgo por la mala calidad del agua debido al nitrógeno empleado con fertilizante agrícola, a los altos niveles de salinidad hídrica y al deterioro ambiental de acuíferos, ríos y lagos, reporta el más reciente informe del Banco Mundial (BM).
En abril de 2021, México enfrentaba la sequía en América del Norte, una de las más generalizadas de su historia, con el 85% del país experimentando condiciones de sequía. La situación se agravó profundamente en 2022, afectando a múltiples estados y en especifico ocho estados de México sufrieron sequías extremas con 1546 de los 2463 municipios que tuvieron diversos grados de escasez. Escaló a un problema de preocupación nacional en 2023 y 2024, derivando en una crisis hídrica histórica, en la que no hubo una mejoría considerable hasta 2025.
México participó en iniciativas de cooperación sobre escasez de agua con gobiernos extranjeros en 2023, particularmente con Israel, que ha superado los desafíos de acceso al agua en su entorno desértico a través de tecnologías de riego por goteo y desalinización, y con los Países Bajos, que ha destinado fondos a través de su Freshwater Challenge para promover una gestión sostenible del agua.

## Monitoreos
El Sistema Nacional de Información del Agua es el instrumento responsable de recopilación de información acerca de la gestión y manejo de los recursos hídricos.
Para determinar un estado de sequía, se utiliza el Monitor de Sequía en México que está integrado al de América del Norte (NADM), con este monitor se puede observar la presencia e intensidad de las mismas. A su vez se complementa con el monitoreo de incendios de la Comisión Nacional Forestal.

## Por región
Le está produciendo costos elevados a la economía. Las áridas regiones del noroeste y centro del país agrupan el 77% de la población de México y generan el 85% del producto interior bruto (PIB). Las pobres regiones del sur tienen abundantes recursos hídricos. Las aguas superficiales y subterráneas están sobreexplotadas y contaminadas, lo que produce una insuficiente disponibilidad de agua para apoyar el desarrollo económico y para la sostenibilidad medioambiental. El país ha introducido un sistema para el manejo de los recursos hídricos que incluye tanto a las instituciones centrales (federales) como a las descentralizadas (cuenca y locales).

### Norte
Históricamente, los estados del norte como Baja California, Chihuahua, Coahuila, Nuevo León, Sonora y Tamaulipas son los primeros en resentir la escasez. 
- La Laguna:

La Comarca Lagunera.

Debe su nombre a las trece lagunas anteriormente existentes en esta área, entre las que destacaba la Laguna de Mayrán, la más grande de Latinoamérica y que era alimentada por los ríos Nazas y Aguanaval hasta antes de la construcción de las presas Lázaro Cárdenas y Francisco Zarco que en la actualidad regulan su afluente, por lo que las lagunas han desaparecido.
La sobreexplotación de los acuíferos han hecho que la región pasará de la abundancia a la escasez, similar a lo ocurrido en la cuenca de México. A partir del siglo XXI la situación atraviesa un estado crítico.
- Nuevo León:

La crisis del agua en Nuevo León de 2022 se refiere a los problemas que se producen debido a la escasez de agua en el estado mexicano de Nuevo León, en el contexto de la crisis hídrica en México de 2021-2025. Dicho período de crisis hídrica tuvo su punto más crítico en junio y julio de ese año y afectó a diversos municipios, incluyendo la Zona metropolitana de Monterrey (ZMM), la capital del estado y la segunda más grande del país.

### El Bajío
El Bajío es una zona de producción agrícola y ganadera, sin embargo, es constantemente azotada por sequías, especialmente los estados de San Luis Potosí, Guanajuato y Querétaro.

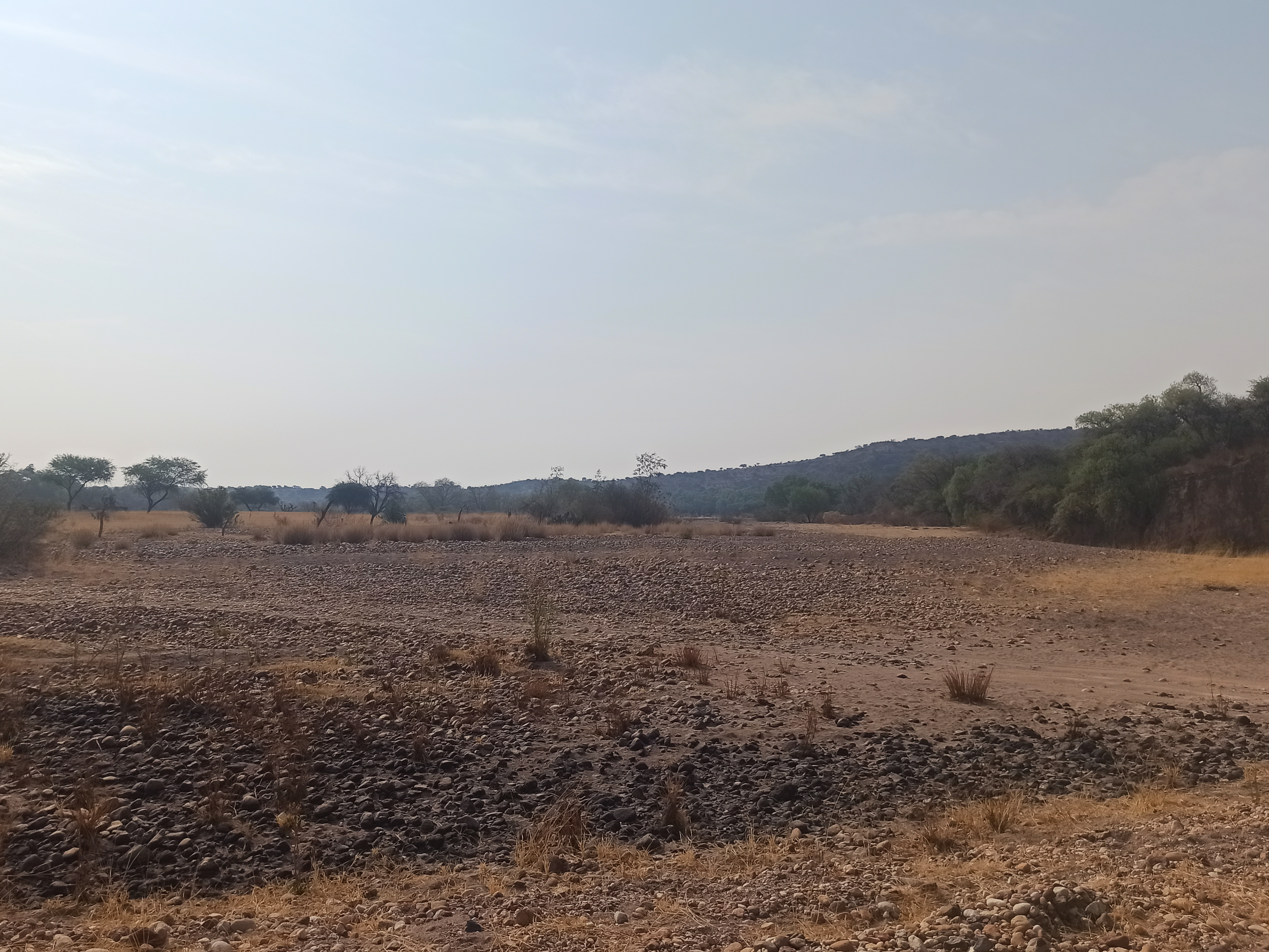
Lecho del Río Laja en Hidalgo, durante tiempo de sequía en 2021.

### Centro
La Cuenca de México es el nombre dado a la reunión de cuatro valles en la parte central del territorio mexicano, ubicada dentro de la región hidrológica número 26. Los recursos hídricos han ido desapareciendo desde hace siglos, debido a la sobrepoblación y el impacto de la industria.
- Hidalgo (Centro y Norte):

Presa El Cedral en mayo de 2018.

El estado ocupa el séptimo lugar del país en escasez.  En 2024, 84 de los municipios tenían sequía y se estima que para 2050 no haya más agua.  
- Valle de México:

El Lago de Texcoco se había ido secando a un ritmo acelerado desde la conquista hasta 2022 cuando se estableció como el Área Natural Protegida de Texcoco. La Laguna de Zumpango ha pasado por una situación similar, pero sin mucha suerte puesto que en septiembre de 2023 se secó y nadie lo impidió, la principal causa fue la proliferación de lirio acuático crassipes. Aunque en 2024, con la llegada de la temporada de lluvias, se rellenaron millones de metros cúbicos.
La ONU estima la llegada del día cero para la Ciudad de México en 2028, en cambio la Comisión Nacional del Agua advirtió que podría ser antes, en junio de 2024.

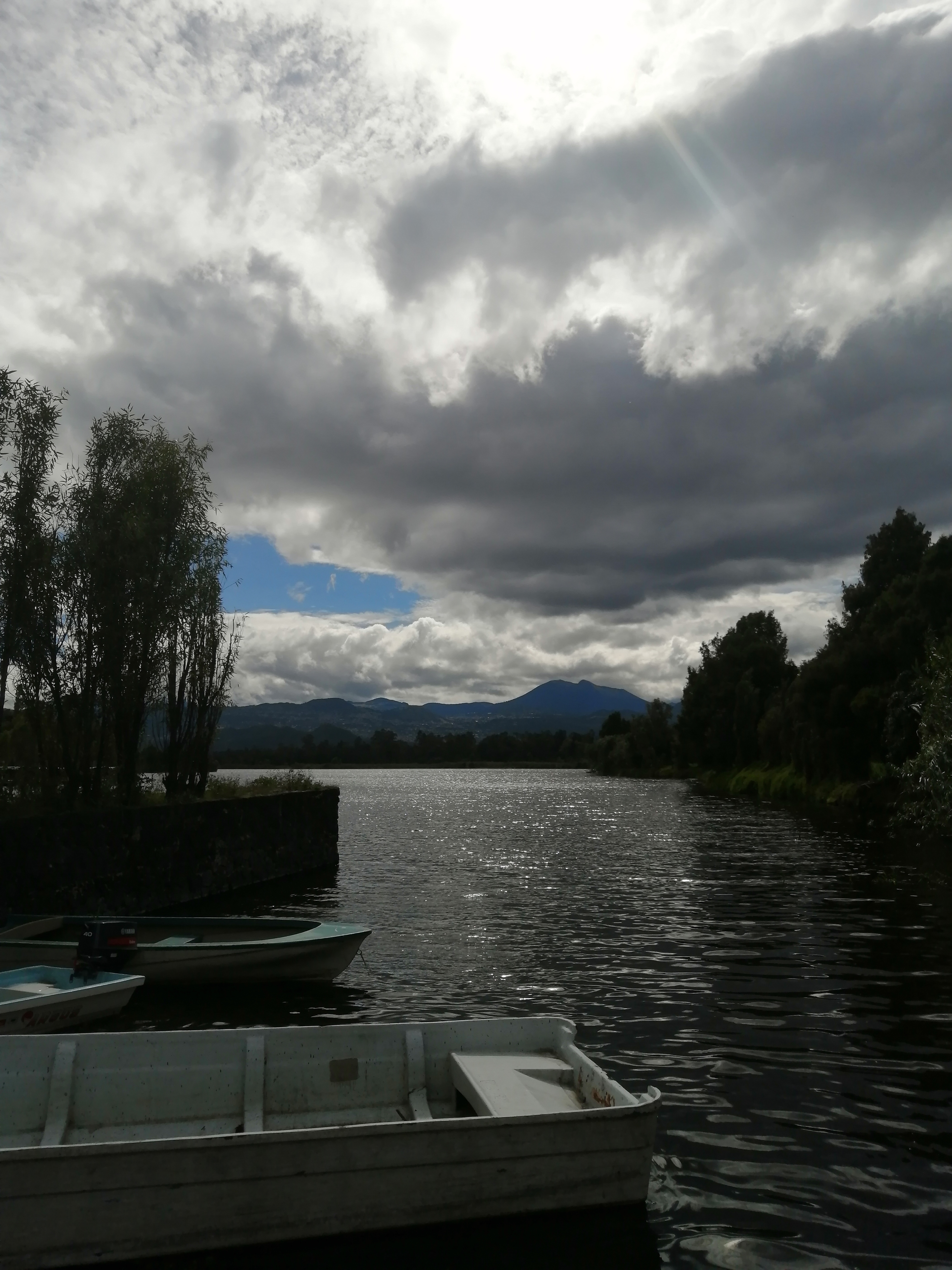
Xochimilco, un patrimonio que aún sobrevive, a finales de 2023.

El Problema del agua en la Ciudad de México es una crisis que afecta a gran parte de la población de esta región. El problema de agua en la Ciudad de México se debe al uso ineficiente de los diversos servicios de agua y saneamientos dando paso a un problema de escasez en la región, provocada por la poca planeación urbana en la Ciudad de México. La demanda de agua ha ido aumentando debido al incremento poblacional que hay en la región;  una persona utiliza en promedio 300 litros al día de agua, siendo el doble de lo que consumen ciudades como Monterrey o Sao Paulo. El crecimiento industrial, la sobreexplotación y la contaminación son factores importantes para tomar en cuenta la escasez de agua en el Valle de México, afectando a las regiones adyacentes.
Debido a su localidad, el Valle de México, una problemática que se presenta es que con el paso del tiempo la Ciudad de ha ido hundiendo entre 6 a 28 centímetros al año provocando un incremento de fallas en las tuberías a las que no se les puede dar el servicio necesario conforme van apareciendo. Otra razón por las cuales hay una demanda más grande de agua en la región es debido al cambio climático; están las altas temperaturas y las sequías que hay en la zona. Como se mencionó anteriormente esto demanda mayor cantidad de agua, incrementando la demanda de agua requerida de las zonas de reserva y los costos.
De acuerdo a un reporte realizado por la PAOT y publicado por primera vez en 2004, afirmó que son diez delegaciones las que actualmente reciben agua por tandeo, estas son Álvaro Obregón, Coyoacán, Cuajimalpa, Gustavo A. Madero, Magdalena Contreras, Milpa Alta, Tláhuac, Tlalpan. Xochimilco e Iztapalapa, estas dos recibiendo una cantidad máxima de dos días a la semana.

### Sur
- Tierra Caliente:

La región que se extiende a lo largo del suroeste del Estado de México, el noroeste de Guerrero y el centro-oriente de Michoacán, es suceptible a sequías y a la tala ilegal. Lo anterior ha deforestado aún más la zona y los arroyos se han secado en numerosas ocasiones provocado una disminución de la producción agrícola.  
- Península de Yucatán:

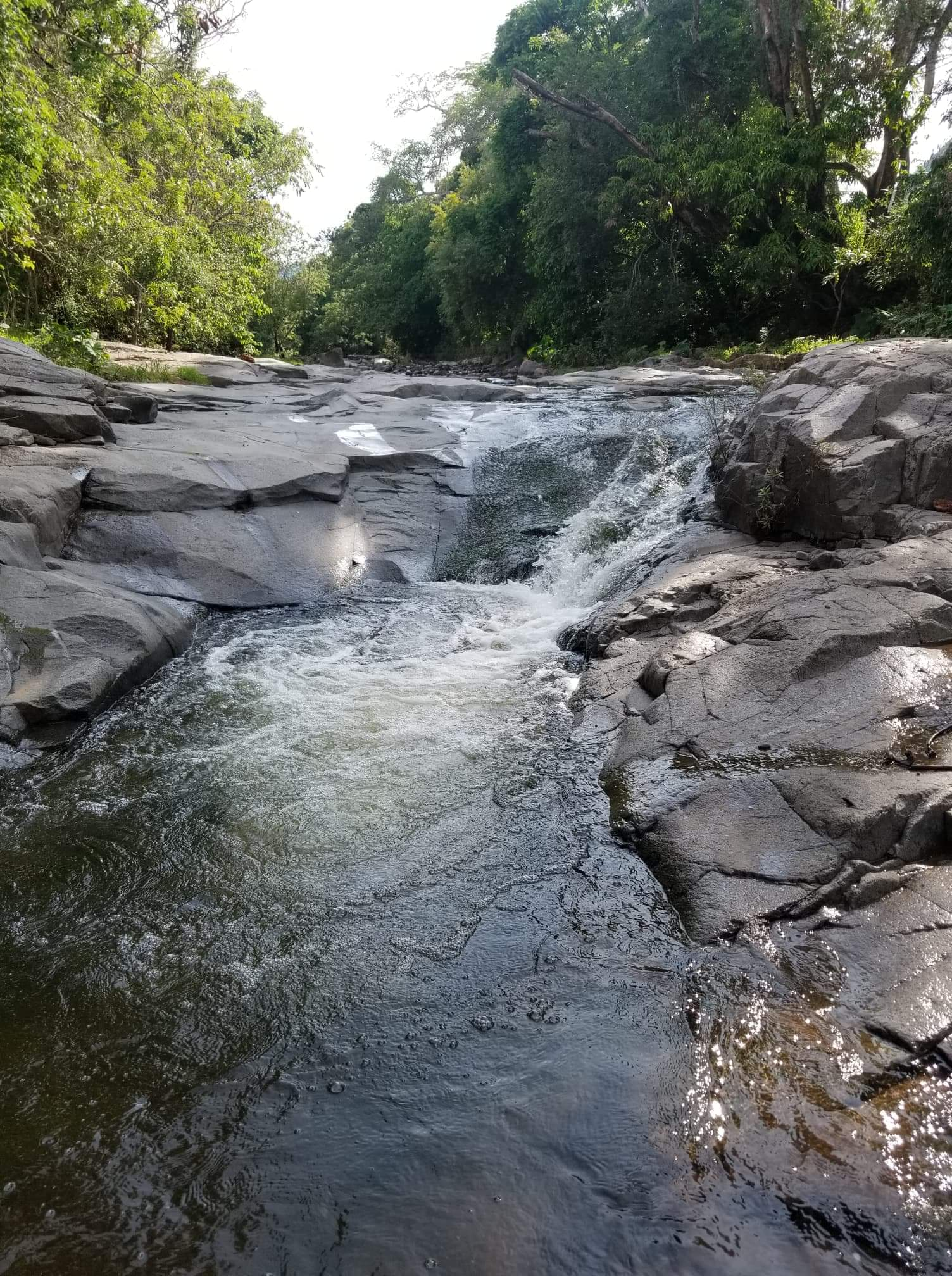
Arroyo en Guayameo.

Las zonas secas de Yucatán forman una ecorregión que se caracteriza por clima cálido. En algunas temporadas la cantidad de lluvia está por debajo del promedio y es una situación que se considera normal, sin embargo, en los últimos años las sequías son cada vez más graves y frecuentes.  Pero sin duda, el principal problema en la península es la contaminación del agua, que no es fácilmente perceptible, ya que hay profundas y extensas aguas subterráneas,  y en ocasiones los estudios demuestran una mala calidad.

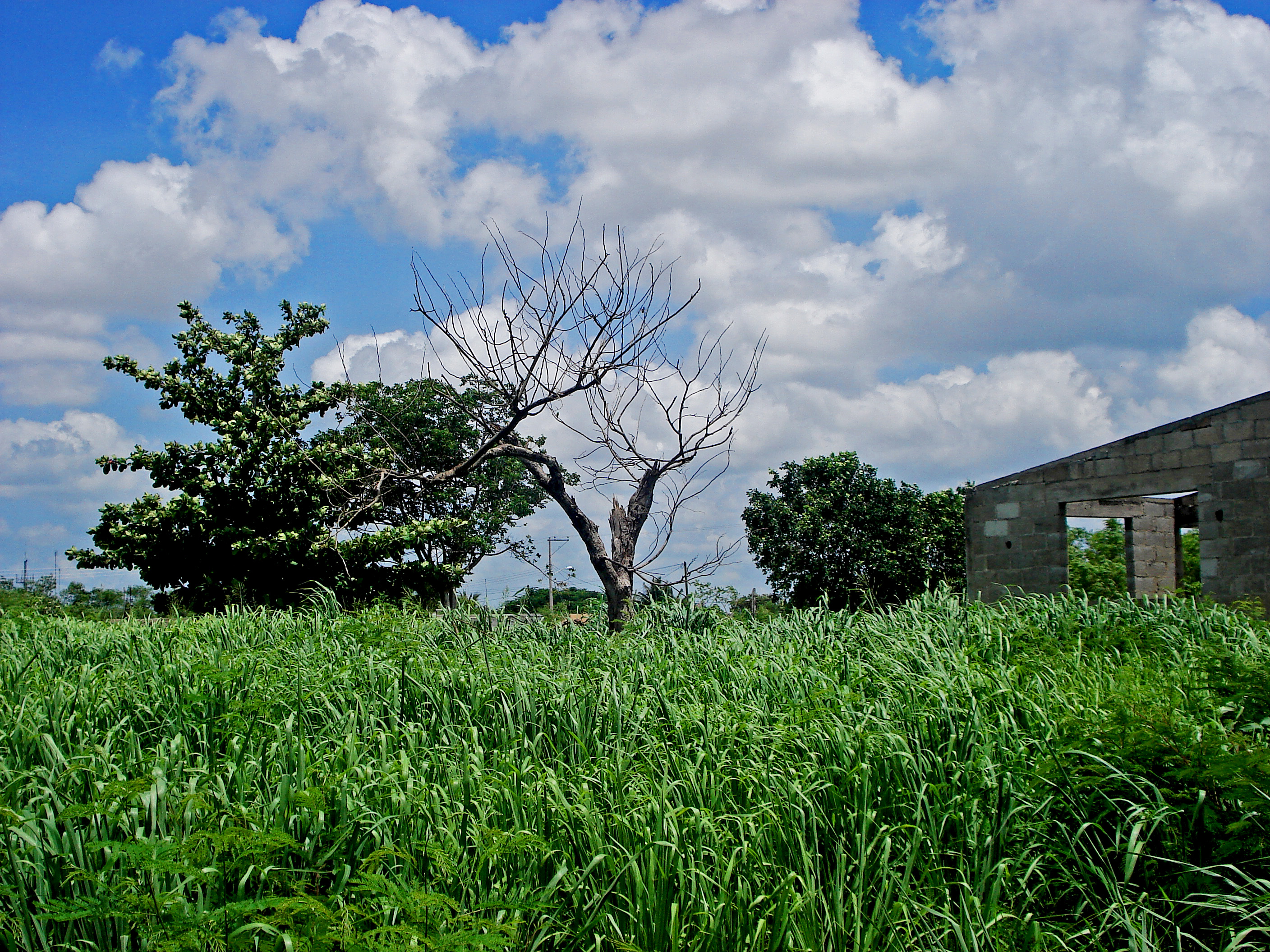
Árbol seco en Yucatán.